# Liste in Ghana vorhandener Dampflokomotiven
Dies ist eine Liste erhaltener Dampflokomotiven auf dem Gebiet von Ghana.

## Lokomotiven mit 30"
| Foto | Nummer oder Name           | Bauart / Achsfolge | Hersteller         | Fabrik-nr. | Baujahr | Historie | Eigentümer / Betreiber / Strecke | Bemerkungen |
| ---- | -------------------------- | ------------------ | ------------------ | ---------- | ------- | -------- | -------------------------------- | ----------- |
|      | Ghana Manganese Corp No. 3 | C                  | Orenstein & Koppel | 10609      | 1923    |          | Ghana Manganese Co. mine         | [ 1 ]       |

## Lokomotiven mit 1000 mm
| Foto | Nummer oder Name    | Bauart / Achsfolge | Hersteller         | Fabrik-nr. | Baujahr | Historie | Eigentümer / Betreiber / Strecke | Bemerkungen |
| ---- | ------------------- | ------------------ | ------------------ | ---------- | ------- | -------- | -------------------------------- | ----------- |
|      | Ghana Railway No. ? | 2’D1’              | Vulcan Foundry     |            | 1938    |          | Kumasi Sawmill                   | [ 2 ]       |
|      | Ghana Railway No. ? | 1’D1’              | ALCO (Schenectady) | 70363      | 1943    |          | Kumasi Sawmill                   | [ 3 ]       |
|      | Ghana Railway No. ? | 2’D1’              | Vulcan Foundry     |            | 1938    |          | Kumasi Sawmill                   | [ 4 ]       |